# Ahmad al-Bahri
Ahmad al-Bahri (arabisch أحمد البحري, DMG Aḥmad al-Baḥrī; * 18. September 1980 in Riad) ist ein ehemaliger saudi-arabischer Fußballspieler. Er gewann einmal die saudi-arabische Meisterschaft und gehörte zum Aufgebot für die Weltmeisterschaft 2006.

## Karriere
Al-Bahri spielte mehrere Jahre in Dammam bei al-Ettifaq und wechselte 2005 zum Hauptstadtverein und damaligen Meister al-Shabab. Mit ihm als Verstärkung auf der rechten Abwehrseite konnte 2006 der Titel verteidigt werden. Nach der Weltmeisterschaft 2006 kehrte er zu al-Ettifaq zurück, schloss sich aber ein Jahr später al-Nasr FC an. Dort blieb er drei Spielzeiten, konnte mit seiner Mannschaft aber nicht in den Kampf um die Meisterschaft eingreifen. Im Jahr 2010 wechselte er abermals zu al-Ettifaq. Nachdem er zwischenzeitlich ein Jahr für al-Faisaly FC gespielt hatte, beendete er im Jahr 2013 seine Laufbahn.
2002 gab al-Bahri in einem Freundschaftsspiel gegen Uruguay sein Debüt in der saudi-arabischen Nationalmannschaft. Er bestritt die meisten Spiele in der erfolgreichen Qualifikation für die Fußball-Weltmeisterschaft 2006 in Deutschland und verdrängte auf seiner Position den erfahrenen Ahmad ad-Duchi. Beide Spieler standen im WM-Aufgebot Saudi-Arabiens, al-Bahri blieb jedoch ohne Einsatz. Bei der Asienmeisterschaft 2007 war er hingegen Stammspieler und erreichte mit Saudi-Arabien das Finale, in dem sich der Irak durchsetzte. Das Letzte seiner über 40 Länderspiele absolvierte er 2009.

## Titel / Erfolge
- Saudi-arabischer Meister: 2006 (al-Shabab)